# غارفيلد (جورجيا)
غارفيلد (بالإنجليزية: Garfield, Georgia)‏ هي بلدة تقع في مقاطعة إمانيوويل، جورجيا بولاية جورجيا في الولايات المتحدة. تبلغ مساحتها 2.1 (كم²)، وترتفع عن سطح البحر 85 م، بلغ عدد سكانها 152 نسمة في عام 2000 حسب إحصاء مكتب تعداد الولايات المتحدة وتصل الكثافة السكانية فيها 72.4 نسمة/كم2.

## وصلات خارجية
- The US50 - Cities and Towns in Georgia State
- Georgia Cities and Towns, Facts, Map, Flag, Colleges, Government, and More